# يواكيم مانويل دي ماسيدو
يواكيم مانويل دي ماسيدو (بالبرتغالية: Joaquim Manuel de Macedo‏) (24 يونيو 1820، إيتابوراي في البرازيل - 11 مايو 1882، ريو دي جانيرو في البرازيل)؛ سياسي، شاعر، كاتب طبي، أستاذ جامعي، صحفي وروائي برازيلي.

## روابط خارجية
- يواكيم مانويل دي ماسيدو على موقع IMDb (الإنجليزية)
- يواكيم مانويل دي ماسيدو على موقع قاعدة بيانات الفيلم (الإنجليزية)